# Евролига 2011/12 — Група Б
Резултати и табела групе Б у првој фази Евролиге у сезони 2011/12.

### Резултати
1. коло
| Датум       | Време | Тим 1              | Тим 2          | Резултат |
| ----------- | ----- | ------------------ | -------------- | -------- |
| 17. октобар | 20:45 | Жалгирис Каунас    | ЦСКА Москва    | 74:87    |
|             |       | Панатинаикос Атина | Уникаха Малага |          |
|             |       | Бросе Баскет       | Загреб         |          |

2.коло
| Датум | Време | Тим 1          | Тим 2              | Резултат |
| ----- | ----- | -------------- | ------------------ | -------- |
|       |       | ЦСКА Москва    | Бросе Баскет       |          |
|       |       | Загреб         | Панатинаикос Атина |          |
|       |       | Уникаха Малага | Жалгирис Каунас    |          |

3. коло
| Датум | Време | Тим 1              | Тим 2           | Резултат |
| ----- | ----- | ------------------ | --------------- | -------- |
|       |       | Загреб             | ЦСКА Москва     |          |
|       |       | Бросе Баскет       | Уникаха Малага  |          |
|       |       | Панатинаикос Атина | Жалгирис Каунас |          |

4. коло
| Датум | Време | Тим 1              | Тим 2        | Резултат |
| ----- | ----- | ------------------ | ------------ | -------- |
|       |       | Жалгирис Каунас    | Бросе Баскет |          |
|       |       | Панатинаикос Атина | ЦСКА Москва  |          |
|       |       | Уникаха Малага     | Загреб       |          |

5. коло
| Датум | Време | Тим 1        | Тим 2              | Резултат |
| ----- | ----- | ------------ | ------------------ | -------- |
|       |       | ЦСКА Москва  | Уникаха Малага     |          |
|       |       | Бросе Баскет | Панатинаикос Атина |          |
|       |       | Загреб       | Жалгирис Каунас    |          |

6. коло
| Датум | Време | Тим 1          | Тим 2              | Резултат |
| ----- | ----- | -------------- | ------------------ | -------- |
|       |       | Загреб         | Бросе Баскет       |          |
|       |       | Уникаха Малага | Панатинаикос Атина |          |
|       |       | ЦСКА Москва    | Жалгирис Каунас    |          |

7. коло
| Датум | Време | Тим 1              | Тим 2          | Резултат |
| ----- | ----- | ------------------ | -------------- | -------- |
|       |       | Бросе Баскет       | ЦСКА Москва    |          |
|       |       | Жалгирис Каунас    | Уникаха Малага |          |
|       |       | Панатинаикос Атина | Загреб         |          |

8. коло
| Датум | Време | Тим 1           | Тим 2              | Резултат |
| ----- | ----- | --------------- | ------------------ | -------- |
|       |       | Уникаха Малага  | Бросе Баскет       |          |
|       |       | Жалгирис Каунас | Панатинаикос Атина |          |
|       |       | ЦСКА Москва     | Загреб             |          |

9. коло
| Датум | Време | Тим 1        | Тим 2              | Резултат |
| ----- | ----- | ------------ | ------------------ | -------- |
|       |       | Загреб       | Уникаха Малага     |          |
|       |       | ЦСКА Москва  | Панатинаикос Атина |          |
|       |       | Бросе Баскет | Жалгирис Каунас    |          |

10. коло
| Датум | Време | Тим 1              | Тим 2        | Резултат |
| ----- | ----- | ------------------ | ------------ | -------- |
|       |       | Панатинаикос Атина | Бросе Баскет |          |
|       |       | Уникаха Малага     | ЦСКА Москва  |          |
|       |       | Жалгирис Каунас    | Загреб       |          |

### Табела
|    | Екипа              | Игр. | Поб. | Изг. | П+ | П- | П+/- | Тај-брек |
| -- | ------------------ | ---- | ---- | ---- | -- | -- | ---- | -------- |
| 1. | Панатинаикос Атина | 0    | 0    | 0    | 0  | 0  | 0    |          |
| 2. | ЦСКА Москва        | 0    | 0    | 0    | 0  | 0  | 0    |          |
| 3. | Уникаха Малага     | 0    | 0    | 0    | 0  | 0  | 0    |          |
| 4. | Жалгирис Каунас    | 0    | 0    | 0    | 0  | 0  | 0    |          |
| 5. | Бросе Баскет       | 0    | 0    | 0    | 0  | 0  | 0    |          |
| 6. | Загреб             | 0    | 0    | 0    | 0  | 0  | 0    |          |